# Cavendishia micayensis
Cavendishia micayensis är en ljungväxtart som beskrevs av A. C. Smith. Cavendishia micayensis ingår i släktet Cavendishia och familjen ljungväxter. Inga underarter finns listade i Catalogue of Life.